# ماراما فاهيروا

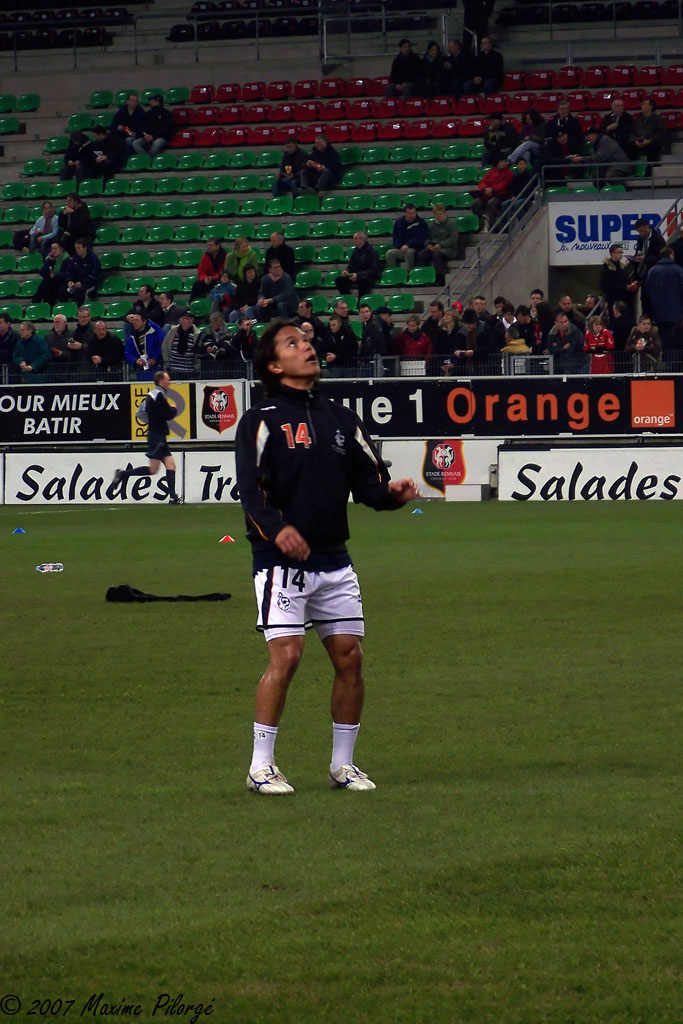

ماراما فاهيروا (بالفرنسية: Marama Vahirua)‏ (مواليد 12 مايو 1980 في بابيتي - بولينزيا الفرنسية) لاعب كرة قدم فرنسي-تاهيتي يلعب حالياً لصالح نادي نادي بانثراكيكوس اليوناني في مركز المهاجم كما يجيد اللعب في مركز الوسط المهاجم، أختير ضمن قائمة منتخب تاهيتي لكرة القدم المشاركة في كأس العالم للقارات 2013 بالبرازيل.

## روابط خارجية
- ماراما فاهيروا على موقع الاتحاد الدولي (مؤرشف)  (الإنجليزية)
- ماراما فاهيروا على موقع الاتحاد الأوربي (الإنجليزية)
- ماراما فاهيروا على موقع رابطة كرة القدم الفرنسية للمحترفين (الإنجليزية)
- ماراما فاهيروا على موقع قاعدة بيانات كرة القدم.إي يو (الإنجليزية)
- ماراما فاهيروا على موقع ليكيب (الفرنسية)
- ماراما فاهيروا على موقع ناشيونال فوتبول تيمز (الإنجليزية)
- ماراما فاهيروا على موقع Soccerway.com (الإنجليزية)
- ماراما فاهيروا على موقع عالم كرة القدم.نت (الإنجليزية)
- ماراما فاهيروا على موقع كووورة